# Ilija Pantelić
Ilija Pantelić (Kozica, 2 agosto 1942 – Novi Sad, 17 novembre 2014) è stato un calciatore jugoslavo, di ruolo portiere.

## Palmarès

### Giocatore

#### Competizioni nazionali
- Campionato jugoslavo: 1

Vojvodina: 1965-1966
- Campionato francese: 1

Olympique Marsiglia: 1970-1971
- Supercoppa francese: 1

Bastia: 1972

### Competizioni giovanili
- Juniorsko prvenstvo Jugoslavije u nogometu: 1

Vojvodina: 1989-1990